# Йыкси (озеро)
Йыкси (устар. Хоббохоллоерве, Хоббола) (эст. Jõksi järv) — озеро в Эстонии, расположено в волости Канепи уезда Пылвамаа, в 1,5 км к северу от посёлка Канепи. Площадь озера — 64,9 га, глубина — до 25,5 м. Высота над уровнем моря — 116,1 м.
Через озеро протекает река Выханду. У восточного берега проходит автодорога Таллин—Тарту—Выру—Лухамаа (E263).